# Héberville
Héberville település Franciaországban, Seine-Maritime megyében. Lakosainak száma 101 fő (2022. január 1.). Héberville Anglesqueville-la-Bras-Long, Bourville, Canville-les-Deux-Églises, Ermenouville, Gonzeville és Houdetot községekkel határos.

## Népesség
A település népességének változása:
| Lakosok száma | 106  | 111  | 116  | 116  | 112  | 107  | 103  | 102  | 101  |
|               | 2013 | 2015 | 2016 | 2017 | 2018 | 2019 | 2020 | 2021 | 2022 |